# 桐壺更衣
桐壺更衣（日语：／〔〕），是紫式部小說《源氏物語》中的角色，為書中主角光源氏的母親。
父親是按察大納言，母親則是擁有皇族血統的女子。在父親過世後，其母雖然知道失去父親的女子，入宮之後會極其悲慘，但仍然遵照丈夫之遺言送其入宮為妃。由於出身較低，因此身份是比女御低一等的「更衣」。
即使她的地位並不高，但因為其美貌與善良而得到桐壺帝的專寵，不久便生下桐壺帝的第二個皇子，即光源氏。然而早在她入宮前，桐壺帝已有一位得寵的妃子弘徽殿女御，而且二人生有皇子（即後來的朱雀帝）。
由於她所居住的宮院—別稱桐壺的淑景舍，離天皇所居的清涼殿最遠，因此每次當她奉天皇之召而拖著長長的衣擺前往清涼殿時，必定會經過其他嬪妃的宮室，造成桐壺更衣經常來往於其他嬪妃面前，使其他嬪妃非常忌妒她。
因此，桐壺更衣的得寵受到以弘徽殿女御為首的其他妃子一致反感，時常惡意欺負她，像是在桐壺更衣在皇宮裡行走時，這些妃子便在她要經過的地方灑上灰塵，讓她經過時會弄髒衣擺；或是在大雨天時，妃子們聯合起來故意鎖住通往清涼殿之走廊，困住她，讓她無法與桐壺帝相見。在種種的惡作劇之下，桐壺更衣終於抑鬱成疾，再加上身體嬌弱，於光源氏三歲時的夏天過世。
她去世后，天皇不顾反对，追赠为從三位（即女御，更衣为四至五位）。足见感情之深。
1. ↑  紫式部. . 洪範. 2000/01/25. ISBN 9789576742002.
2. ↑  澀谷榮一; 大崎量平; 東雄介; 西田知子; 国天俊治; 加藤美奈子. 鄧, 殷殷 , 编.  . 台灣: 好讀. 2012: 24. ISBN 978-986-178-217-1 （中文）. Authors list列表缺少|last2= (帮助); Translators list列表中的|first1=缺少|last1= (帮助)